# トロイエシュティナ2停留所
トロイエシュティナ2停留所 (トロイエシュティナ2ていりゅうじょ、ウクライナ語:Троєщина-2) は、ウクライナキーウ特別市ドニプロ区トロイエシュティナ地区にあるキーウ・ライトレール左岸線の駅である。ウクライナ鉄道のトロイエシュティナ2駅と接続している。
2024年3月9日に、駅名が「トロイエシチナ2」から「ライドゥジニー」に変更された。

## 歴史
- 2012年10月24日 - 当停留所までの延伸に伴い開業。

## 駅構造
単式ホーム1面1線を有する高架駅である。キーウ市電の車両には運転台が片側にしかたく、 折り返すにはUターンをする必要があるため、当駅にはループ線が設置されている。列車はこのループ線を通って方向転換を行う。

## 系統
キーウ市電の4・5系統の列車が発着する。

## 隣の駅
キーウパストランス
キーウ・ライトレール左岸線
トロイエシュティナ2停留所 - ロマン・シュケヴィチ停留所